# Arhivsko gradivo
Arhivsko gradivo je izvirno in reproducirano pisano, risano, tiskano, fotografirano, filmano, optično ali magnetno, kakorkoli zapisano dokumentarno gradivo, nastalo pri delu pravnih oz. fizičnih oseb, ki ima trajen pomen za znanost in kulturo ali trajen pomen za pravni interes pravnih in fizičnih oseb. Je vir prve roke, in s tem slika resničnega stanja (izkazuje tudi neresnice, ki so morebiti nastale pri delu in poslovanju). Arhivsko gradivo mora biti razglašeno kot tako, in ima pravni status.
Shranjeno je v arhivih, muzejih, na prostem (v naravi), pri zasebnikih itd.

## Definicija arhivskega gradiva
Definicija arhivskega gradiva izhaja iz dokumentarnega gradiva. Dokumentarno gradivo je zapisano gradivo, ki je nastalo v upravljanju, poslovnem življenju, pravnem prometu, ipd., in ni rezultat umetniškega hotenja (slika, kip), ali namenjeno zabavi (glasba).
- Fotografija policista pri prometni nesreči = dokumentarno gradivo
- Fotografija fotografa na jadranski obali = ni dokumentarno gradivo

Zakonodaja pove, kaj je arhivsko gradivo. To ima namreč pravni status, nastane pa tako, da ga odberemo iz dokumentarnega gradiva s postopkom vrednotenja (valorizacije). Dokler gradivo ni odbrano, ima samo lastnosti arhivskega gradiva. na Slovenskem je bilo pred desetletji precej gradiva velike vrednosti, ki zaradi neobstoja ustrezne zakonodaje ni imelo statusa, zato je obstajala možnost zlorab.
Gradivo mora biti urejeno in dostopno vsem. V preteklosti je bilo to slabo urejeno, zato obstaja slabo citiranje v mnogih pisnih delih (npr. pri Valvasorju je pogosto citat MS PR - Manuscript provinciae). Dokumentarno gradivo se v določenih primerih šteje kot arhivsko - matične knjige, redovalnice, centralna registratura prebivalstva, katastri, registri ustanov, zapisniki sej vlade, ipd.
Gradivo gre v arhiv, ko izgubi poslovno funkcijo - postane trajno hranjeno, in se ureja za potrebe raziskovanja, ter se mora omogočati neomejeno dostop. V nekaterih primerih arhivsko gradivo ne nastane iz dokumentarnega, ampak z željo po tem, da bi tako postalo. Npr. posname se dokumentarna oddaja, snemanje raznih inštitutov, tudi zasebnikov.
Publicistična dela niso dokumentarne narave, se pa v nekaterih primerih lahko prištevajo k arhivskemu gradivu - šolske revije, letna poročila, publikacije podjetij.

## Pomen arhivskega gradiva
Arhivsko gradivo ima pomen za poslovanje še zelo dolgo po njegovem nastanku. Npr. matični podatki - za dokazovanje pravnih pravic (načrti za hiše, podatki o zemljiščih, ipd.), tudi za dokazovanje upravičenosti do odškodnine žrtvam druge svetovne vojne.

## Ustvarjalci arhivskega gradiva
Arhivsko gradivo v arhivih je urejeno po ustvarjalcih. Vsak ustvarjalec tako ustvari en arhivski fond.
Ustvarjalci so lahko pravne osebe oz. institucije in fizične osebe oz. posamezniki. Vse pa delimo na štiri kategorije:
1. Oblastveni organi:
- predstavniški organi: parlament
- izvršilni organi: vlada, ministrstva
- upravni organi: uradi, inšpekcije, matične službe
- samostojni organi: sodišča (redna in izredna)

2. Gospodarske institucije:
- podjetja
- trgovci
- obrtniki

3. Družbene institucije: to so sociala, zdravstvo in šolstvo, ki so organizirani v institucije:
- šole
- muzeji
- bolnice
- galerije

4.  Posamezniki in družine

### Obdobja v razvoju ustvarjalcev
- Do 18. in 19. stoletja so posamezne dejavnosti med seboj slabo ločene, ustvarjalci so maloštevilni:
  - deželni knez z uradi
  - deželni stanovi s svojim uradom
  - mestne uprave
  - cehi
  - zemljiška gospostva
  - cerkev s svojimi ustanovami
  - trgovske in mitninske knjige
  - maloštevilni podjetniki
- V 19. stoletju  se začnejo ustvarjalci možiti, osamosvajati in diferencirati. Z obveznim šolstvom pride do porasta pismenosti. Razvija se poštna služba, razrašča birokratski aparat, namesto obrti pa že nastajajo podjetja.
- Po 2. svetovni vojni pride še do večje defirenciacije, skoraj popolne pismenosti in uvedbe hitre komunikacije. Vse to privede po letu 1954 do papirnatega plazu.

## Urejanje arhivskega gradiva v arhivu
Primarno je arhivsko gradivo urejeno v tekoče metre in v tehnične enote: 
- škatla
- knjiga
- mapa
- fascikel
- filmski kolut

Vsebisko ločimo arhivsko gradivo na:
- arhivski fond, ki nastane pri enem samem ustvarjalcu
- arhivsko zbirko, ki je umetna in raznovrstna celota arhivskega gradiva, ki je sestavljena iz dokumentarnega gradiva različnih ustvarjalcev.

## Načela zbiranja oz. valorizacije arhivskega gradiva
Prvo načelo je načelo provenience oz. izvora, ki je danes osnova arhivistične vede in se je uveljavilo v zadnjih 100 letih. 
Do konca 19. stoletja so gradivo uvrščali v zbirke glede na vrsto ali temo gradiva, brez ozira na ustvarjalce. Tako so gradivo razbijali in oblikovali po drugih kriterijih, kot je to počel ustvarjalec. S tem so razbijali celoto fonda, kar je velikokrat vodilo k uničenju ali izgubi gradiva. Načelo provenience so leta 1898 uveljavili Nizozemci, leta 1910 pa je bilo na mednarodnem kongresu v Bruslju to načelo sprejeto kot obvezno. V Sloveniji je uzakonjeno med obema vojnama.
Drugo načelo je načelo prvotne ureditve, ki določa, da je potrebno pri urejanju gradiva izhajati iz notranje ureditve fonda, ki jo je oblikoval ustvarjalec. S tem načelom je zveza med dokumenti najbolje ohranjena, dopolnjena pa je lahko še s kazali, a le če je to racionalno.

## Postopek valorizacije
- Negativna valorizacija: Postopek, pri katerem se dokumentarno gradivo ustvarjalca v celoti prenese v arhiv, kjer se potem po poteku roka (npr. vsakih 5,10,15 let) odbere vzorec gradiva. Tak sistem je bil zelo zamuden, zato so ustanovili t. i. limbe, oz. vmesne stopnje, kjer so odbirali vzorce gradiva. Tak sistem je bil na Slovenskem v veljavi do uveljavitve nove arhivske zakonodaje leta 1981.
- Pozitivna valorizacija: Gradivo se po tem postopku odbere (škartira) pri ustvarjalcu na podlagi ustreznih navodil pristojnega arhiva, arhiv pa potem sprejme že urejeno gradivo. Ta postopek je v Sloveniji v veljavi od leta 1981.

Kako iz dokumentarnega gradiva odberemo arhivsko? Za gradivo, staro 100 let je to lažje, za novejše gradivo pa težje določamo njegovo pomembnost. Npr. gradivo o Osami Bin Ladnu je bilo pred desetletji nepomembno, danes pa so te informacije zelo iskane.